# Univers Zero

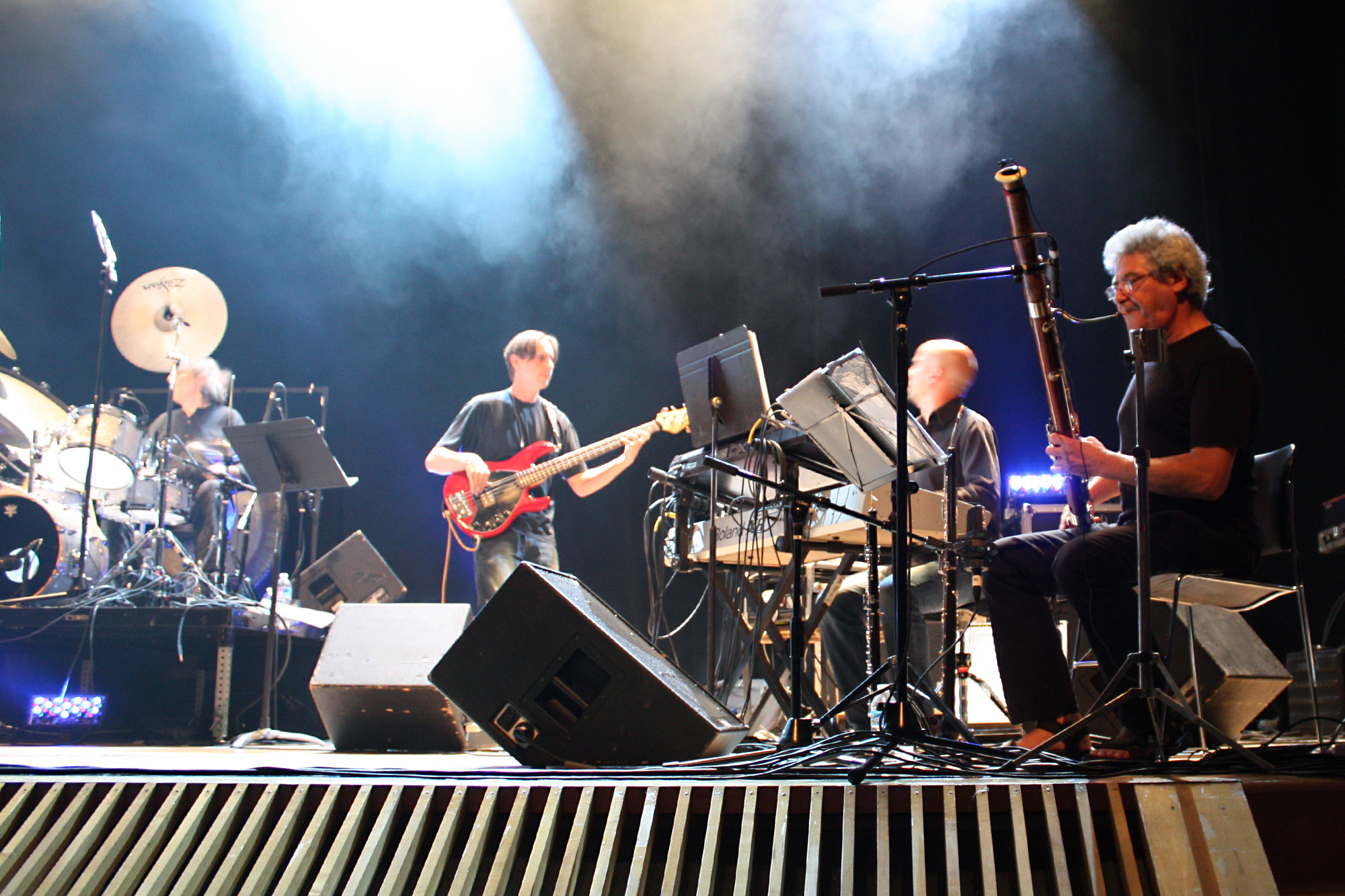
Univers Zero in 2010

Univers Zero is een instrumentale Belgische band die bekend is voor hun donkere muziek, zwaar beïnvloed door kamermuziek uit de 20e eeuw. De groep werd in 1974 gevormd door drummer Daniel Denis. Gedurende een tijd waren ze deel van een muzikale beweging die Rock In Opposition (RIO) werd genoemd. Die streefde naar het creëren van zware uitdagende muziek, een rechtstreeks contrast met de disco en punk muziek die toen in de late jaren '70 werd gemaakt. Duidelijke vroege invloeden waren Bartók en Stravinsky, maar de groep haalde ook minder bekende componisten aan als invloeden, zoals Albert Huybrechts, die ook Belgisch was.

## Geschiedenis
Begin jaren 70 speelden Daniel Denis en Claude Deron een tijd bij de groep Arkham. Die groep viel in 1972 uiteindelijk uiteen. In 1973 richtten Denis (drums), Deron (tompet), samen met Roger Trigaux (gitaar), Guy Dennis (percussie) en Guy Segers (basgitaar) de groep Necronomicon op. In 1974 evolueerde die groep in Univers Zero, met Denis, Trigaux, Deron, Vincent Motoulle (toetsen), Patrick Hanappier (viool) en John Van Rymenant (saxofoon). De bezetting zou de volgende jaren wat wijzigingen ondergaan..
Hun eerste albums waren bijna volledig akoestisch; bij latere werken werd hun geluidelijk wat meer elektronisch. In 1977 verscheen hun eerste album 1313 waarop de bandleden speelden met een zware rock-'n-roll aanpak, hoewel de instrumentatie vooral akoestisch was. Dit kwam vooral door het gebruik van drums. Twee jaar later verscheen het album Heresie dat nóg donkerder bleek te klinken. Sommigen noemen het de meest angstaanjagende muziek ooit opgenomen.
Op de volgende albums werd de muziek wat lichter, al is dit beperkt, maar ze werden vooral meer elektrisch. Waar op de eerste albums nog hobo's, spinetten, harmoniums en mellotrons gebruikt werden, ging men in de jaren 80 albums meer naar de synthesizer en elektrische gitaren. Ondanks deze veranderingen bleef het geheel redelijk samenhangend.
De groep splitte in 1987, maar kwam weer samen in 1999. Ondertussen had drummer Daniel Denis twee soloalbums uitgebracht, en zich bij Art Zoyd gevoegd, een soortgelijke Franse band. Sinds 1999 heeft Univers Zero drie albums uitgebracht. Fans voeren aan dat op deze albums het drukkende gevoel van de eerste albums verdwenen is, en dat de nummers veel korter zijn, maar het enthousiasme bleef hoog.
Buiten het reeds vermelde Art Zoyd zijn er niet veel gelijkaardige bands. Enigszins verwante groepen zijn misschien Apocalyptica (meer door heavy metal beïnvloed), Bohren & Der Club of Gore (meer jazzy), After Crying en Rachel's (beide zijn lichter in klank) en het Belgische Present.

## Discografie
- 1313 (1977)
- Heresie (1979)
- Ceux du Dehors (1981)
- Crawling Wind (EP) (1983)
- Uzed (1984)
- Heatwave (1986)
- The Hard Quest (1999)
- Rhythmix (2002)
- Implosion (2004)
- Live (2006)
- Clivages (2010)
- Phosphorescent Dreams (2014)

## Bandleden
De bezetting van de groep wijzigde regelmatig doorheen de jaren. Voormalige en huidige bandleden waren:
- Daniel Denis (1974-heden) : drums, percusie
- Claude Deron : trompet
- Roger Trigaux (1974-1979) : gitaar, piano
- Guy Segers : basgitaar, zang
- Vincent Motoulle : keyboards
- Patrick Hanappier : viool, altviool
- John Van Rymenant : saxofoon
- Michel Berckmans : fagot, hobo, althobo, melodica
- Christan Genet : basgitaar, balafoon
- Emmanuel Nicaise : harmonium, spinet
- Andy Kirk : hamonium, orgel, piano, mellotron
- André Mergen : cello, altsaxofoon
- Jean-Luc Plouvier : akoestische piano, elektrische piano, synthesizer
- Dirk Descheemaeker : sopraansaxofoon, klarinet, basklarinet
- Michel Delory : gitaar
- Réginald Trigaux : basgitaar
- Igor Semenoff : viool
- Eric Plantain : basgitaar
- Bart Quartier : marimba, glockenspiel
- Aurélia Boven : cello
- Ariane De Bievre : dwarsfluit, piccolo
- Bart Maris : trompet, bugel
- Christophe Pons : akoestische gitaar
- Louison Renault : accordeon
- Serge Bertocchi : altsaxofoon, sopraansaxofoon, saxofoon
- Kurt Budé : klarinet, basklarinet, tenorsaxofoon
- Peter Van Den Berghe : keyboards
- Martin Lauwers : viool
- Michel Delory : elektrische gitaar
- Dimitri Evers : basgitaar
- Pierre Chevalier : keyboards, glockenspiel
- Nicolas Dechêne : elektrische gitaar, akoestische gitaar
- Antoine Guenet : keyboards

Als gastmuzikanten verschenen op de albums onder meer ook Jean Debefve, Jean-Luc Aimé, Ilona Chale, Thierry Zaboitzeff